# Hero of Sparta
Hero of Sparta è un videogioco di azione e avventura sviluppato e pubblicato dalla Gameloft per le console Nintendo DS, PlayStation Portable, Android e iOS, distribuito per la prima volta il 9 dicembre 2008. Il gioco è ambientato nella cronologia dell'Antica Grecia, a Sparta, dove il giocatore prende il controllo del protagonista attraverso 8 livelli pieni di insidie.
Il gioco ha ricevuto critiche generalmente positive, e ha ricevuto un IGN Editor's Choice Award.

## Trama
Il giocatore prende il controllo di un generale spartano. Argos, questo è il suo nome, si risveglia dopo essere svenuto a causa di una violenta tempesta che sterminato tutta la sua flotta. Egli deve liberare l'oracolo, il quale dovrebbe riportarlo a casa. Argos partirà quindi in luoghi mitologici e fantastici, come Atlantide e gli Inferi.

## Modalità di gioco
Il gioco consiste in 8 livelli, dove il giocatore è nel ruolo di Argos, e deve farsi strada in mezzo a orde di nemici. Ogni qualvolta che si sconfigge un nemico, Argos ottiene delle sfere, disponibili in 3 colori: le blu gli possono regalare la stamina, le verdi la salute e le rosse l'esperienza, necessarie per potenziare le armi possedute, e quando un'arma raggiunge il suo massimo livello, viene chiamata "ultimate". Inoltre, quando ci si avvicina a un nemico sconfitto ma non caduto, lo si può finire grazie a un tasto speciale, raffigurato con un teschio, e una volta finito con tale modo, si possono ottenere più sfere del solito.

### Armi
- Spada e scudo di Efesto: disponibili dopo il livello l'Isola dell'Oracolo.
- Spada di Damocle: disponibile dopo aver sconfitto The Keeper.
- Arco di Apollo: disponibile dopo aver completato la Città Giardino.
- Ascia di Aiace: disponibile dopo aver completato il livello Descent.
- Spade gemelle di Ishtar: ottenibili dopo aver sconfitto Cerbero.

### Equipaggiamento
- Cappuccio di Aracne: ottenibile prima di entrare nel livello Hound's Lair nell'Isola del Sole.
- Elmo di Perseo: ottenibile dopo il livello Steam Rock.
- Armatura Olimpica: ricevibile prima dello scontro con Cerbero.

### Nemici
Lungo il suo cammino, Argos incontrerà vari nemici, che ovviamente dovrà sconfiggere. I loro nomi non sono ufficiali.
- Zombie: di colore blu, sono i primi nemici del gioco, e si vedono anche nell'intro. Portano una spada troppo larga e pesante per poter essere sollevata, e quindi la trascinano per terra.
- Guerriero zombie: un tipo di zombie rosso; portano più danni rispetto alle loro versioni normali.
- Minotauro: i minotauri caratteristici della mitologia. Portano delle asce e sono i primi nemici ad avere un pattern Focused Kill, cioè delle azioni contestuali.
- Scorpioni: i più piccoli e "innocui" nemici del gioco, sono di colore nero.
- Centauro: hanno la pelle di colore viola, e i loro archi sparano frecce infuocate. Uno di loro possiede lo scudo di Efesto, aggiungibile all'arsenale di Efesto.
- Furie: dei nemici simili a uccelli che sputano palle di fuoco.
- Scorpioni combattenti: enormi scorpioni rossi, portano un'ascia alla loro pinza destra.
- Guerriero Minotauro: Minotauri dalla pelle blu, posseggono una mazza chiodata, e 4 di loro devono essere sconfitti per completare il livello Città Giardino.
- Naga: creature verdi umanoidi con la coda al posto dei piedi. Hanno delle spade.
- Guerriero scorpione: versioni più forti e di colore blu delle versioni combattenti.
- Guardiani Naga: versioni viola delle loro precedenti versioni. Hanno un attacco speciale che fa diventare grigio Argos, rendendolo più lento e debole.
- Guerriero Centauro: Centauri di colore rosso, hanno degli elmetti e scagliano due frecce infiammate alla volta, indirizzate ad Argos.
- Mietitore: anime verdi e senza faccia, hanno degli artigli e indossano un cappuccio nerastro-verde. Se uccisi, si dissipano in corvi neri
- Zombie mastino: zombie di colore rosso, sono le versioni più forti degli zombie, ma non hanno un'armatura.
- Mietitore guerriero: variazioni più larghe e arancioni dei Mietitori, e possiedono una faccia e degli artigli più lunghi e metallici.
- Ade: è il boss finale. È alto il doppio di Argos, ha un'enorme falce blu e un largo elmo e ha una faccia tutta nera, a parte i suoi occhi blu lucenti. Egli è anche capace di richiamare delle versioni silhouette nere degli Zombie e degli Zombie guerrieri, i quali hanno rispettivamente un'aura blu e verde.

## Accoglienza
IGN ha votato Hero of Sparta con un voto 9.0, definendolo un degno concorrente del franchise God of War.